# Gyürky Ábrahám
Gróf losonci Gyürky Ábrahám (Kisterenye, 1836. január 29. – Temesgyarmat, 1901. december 15.) huszárfőhadnagy, politikus, főispán, titkos tanácsos.

## Élete
Gyürky Pál krassói főispán és Vay Erzsébet gyermekeként született a Gyürky családba. A katonai pályán indult el, 1856-ban már Morvaországban és a mai Romániában a 8. számú dzsidásezredben hadnagyként szolgált. 1866-ban a poroszok és az olaszok ellen is harcolt huszárfőhadnagyi rangban, ekkor önkéntesként jelentkezett a háborúba. A hadszíntéren szerzett érdemeiért 1867. január 16-án grófi rangot kapott, majd ugyanebben az évben, április 6-án Nógrád vármegye főispánjává is kinevezték. 1884-től valóságos belső titkos tanácsos, majd egy ideig Nyitra vármegye főispáni tisztét is ellátta. 1891-ben a losonci szavazókerületben képviselővé választották, eleinte a Szabadelvű Párt tagjaként politizált, de később közigazgatási viták miatt kilépett pártjából. Az Országgyűlésnek 1897-ig volt tagja.
Alapító tagja volt a nyitrai Szent Ágoston Egyesületnek.

## Családja
1858-ban vette nőül  báró orci Orczy Saroltát (1837–1911), aki öt gyermeket szült neki:
- Pál István Ábrahám (1859–1892)
- László István Ábrahám (1860–1933); neje: őri Králitz Málva
- Alice Mária (1862–?); férje: Philippe di St. Albino gróf
- István Ábrahám (1864–?); neje: rudnai és divékújfalusi Rudnay Margit (1875–?)
- Viktor Mária (1870–?); neje: báró lósi és egervári Solymosy Irma (1872–1942)